# Jeanne du Barry - La favorita del re
Jeanne du Barry - La favorita del re (Jeanne du Barry) è un film del 2023 diretto da Maïwenn.

## Trama
Francia, XVIII secolo. Marie-Jeanne Bécu, una donna di modeste origini, grazie al suo fascino e alla sua intelligenza compie una rapida ascesa sociale: da serva di un banchiere diventa ben presto una delle più famose cortigiane di Francia, fino a vivere more uxorio col proprio protettore, il conte Jean-Baptiste du Barry, e col figlio che lui ha avuto da un precedente matrimonio, Adolphe, al quale si affeziona molto. Qui viene notata dal maresciallo de Richelieu, un anziano libertino che vive alla Reggia di Versailles, il quale propone al conte di presentarla a re Luigi XV: il maresciallo spera in questo modo di ottenere il favore del sovrano. Du Barry, anch'egli desideroso di entrare nelle grazie di Luigi XV, accetta: il re si innamora a prima vista di Jeanne e richiede spesso la sua compagnia. Jeanne comincia quindi a frequentare il rutilante mondo di Versailles, aiutata da de Richelieu e da Bènjamin de La Borde, il cameriere personale di Luigi.
La donna si affeziona subito al re, il quale, già avanti con gli anni, è famoso per il carattere ombroso e le sue molte amanti, a causa delle quali i suoi rapporti col clero francese si sono deteriorati. Quando la regina consorte muore, Luigi decide di rendere Jeanne la sua favorita, con le rimostranze delle proprie figlie: le impone di sposare Jean-Baptiste, facendole ottenere così il titolo di contessa du Barry, e la chiama a vivere a Versailles col marito e il figlio adottivo.
La presenza di Jeanne non passa inosservata: la donna infrange spesso le rigide norme di corte, indossando abiti eccessivamente sgargianti e contravvenendo ai cerimoniali. Il suo comportamento eccessivo e spregiudicato le attira l'odio delle figlie del re e di gran parte della nobiltà francese, mentre il Delfino di Francia, invece, sembra provare simpatia nei suoi confronti. Jeanne è però felice insieme al sovrano, che la tiene al suo fianco in tutte le occasioni ufficiali e le fa perfino dono di un bambino bengalese, Zamor, che diventa il suo paggio e per il quale la donna inizierà a provare affetto materno. Due eventi minano però l'equilibrio della coppia: la monacazione di Louise, la figlia prediletta del re che decide di prendere i voti per sottrarsi agli scandali del Regno, e la morte di Adolphe in duello. Questi drammi rivelano il lato oscuro di entrambi gli amanti, che però trovano nel reciproco amore la forza di reagire.
Jeanne e il Re vivono circa quattro anni di felicità; l'arrivo di Maria Antonietta, Delfina d'Austria e promessa sposa del Delfino di Francia, causa però nuovo scompiglio: le figlie del Re convincono la futura regina che Jeanne sia una donna perfida, e la incitano a non rivolgerle la parola, cosa che le farà perdere prestigio agli occhi della corte. Dapprima Maria Antonietta obbedisce dichiarandosi sua rivale, ma in seguito, notando la rabbia del re, nonno del delfino e l'ansia di questi, le rivolge un saluto per non compromettere i rapporti tra Francia e Austria. In questo modo salverà Jeanne dalla disgrazia.
Poco tempo dopo, il Re contrae il vaiolo. Per ottenere l'assoluzione da parte del clero e salvare il regno dallo scandalo, Luigi è costretto a ripudiare Jeanne: la donna deve quindi andarsene, ma ottiene di dire addio a Luigi e dichiarargli il proprio amore, e il Re, prima di morire, si dichiara a sua volta. Jeanne viene accolta in un monastero, dove vivrà per un anno finché non otterrà il perdono del nuovo Re, a patto che non faccia mai più ritorno a Versailles.
Jeanne du Barry si ritirerà a vivere nel Castello di Louveciennes, dove vivrà fino allo scoppio della Rivoluzione francese. Zamor, unitosi ai giacobini, riuscirà a farla arrestare, e la contessa verrà ghigliottinata poco dopo Luigi XVI e Maria Antonietta, poiché, nonostante provenga dal popolo, è diventata simbolo degli eccessi della nobiltà. Prima di morire, la donna si dichiarerà comunque felice della vita che ha vissuto.

## Personaggi e interpreti
- Jeanne du Barry, interpretata da Maïwenn, doppiata da Claudia Catani. È una popolana che diventa l'amante e la favorita del re Luigi XV.
  - Jeanne da bambina e da adolescente interpretate rispettivamente da Emma Kaboré Dufour e Loli Bahia e doppiate da Bianca Demofonti e Martina Felli.
- Luigi XV, interpretato da Johnny Depp, doppiato da Fabio Boccanera. È il re di Francia.
- Jean-Benjamin de La Borde, interpretato da Benjamin Lavernhe, doppiato da Alessandro Zurla. È il primo cameriere del re e uno stretto confidente di Jeanne.
- Louis François Armand de Vignerot du Plessis, terzo duca di Richelieu, interpretato da Pierre Richard, doppiato da Gianni Giuliano. È un membro di alto rango della corte francese che presenta il re a Jeanne.
- Jean-Baptiste du Barry, interpretato da Melvil Pompaud, doppiato da Stefano Benassi. È il compagno e protettore di Janne che in seguito diventerà suo marito.
- Emmanuel-Armand de Richelieu, duca d'Aiguillon, interpretato da Pascal Greggory, doppiato da Luca Biagini. È il nipote del duca di Richelieu.
- Adelaide di Francia, interpretata da India Hair, doppiata da Beatrice Caggiula. È la figlia maggiore legittima ancora in vita del re e la sua quarta in assoluto.
- Vittoria di Francia, interpretata da Suzanne de Baecque, doppiata da Vittoria Bartolomei. È la quinta figlia legittima del re.
- Luisa di Francia, interpretata da Capucine Valmary. È la settima ed ultima figlia legittima del re.
- Luigi XVI, interpretato da Diego Le Fur, doppiato da Marco Benedetti. È il nipote del re Luigi XV e il Delfino di Francia. Successivamente diventerà il nuovo re.
- Maria Antonietta, interpretata da Pauline Pollmann, doppiata da Margherita De Risi. È la moglie di Luigi XVI e Delfina di Francia che all'ascesa al trono del marito diventerà la regina consorte di Francia.
- Florimond Claude, conte di Mercy-Argenteau, interpretato da Micha Lescot. È l'ambasciatore dell'Austria in Francia.
- Contessa Anne de Noailles, interpretata da Noémie Lvovsky, doppiata da Angiola Baggi. È una dama di compagnia e prima dama d'onore della regina.
- Anne Bècu, interpretata da Marianne Basler. È la madre di Jeanne.
  - Anne da giovane, interpretata da Erika Sainte.
- Sofia di Francia, interpretata da Laura Le Velly. È la sesta figlia legittima del re.
- Roch-Claude Billard-Dumonceaux (scritto Dumousseaux nel film), interpretato da Robin Renucci. È un uomo che assunse la madre di Jeanne come cuoca domestica e fece educare Jeanne in un convento.
- Madame de la Garde, interpretata da Caroline Chaniolleau. È un'anziana vedova che impiegava Jeanne come dama di compagnia.
- Étienne François, duca di Choiseul, interpretato da Patrick d'Assumçao. È il primo minsitro ufficioso della Francia e un rivale politico del duca di Richelieu e suo nipote.
- Zamor, interpretato da Ibrahim Yaffa. È un bambino di origini bengalesi che fu regalato a Jeanne dal re come suo paggio.  
  - Zamor da adolescente, interpretato da Djibril Djimo, doppiato da Valeriano Corini.
- Germain Pichault de La Martinière, interpretato da Teddy Lussi-Modeste. È il chirurgo del re.
- Anne-Charles Lorry, interpretato da Éric Denize. È uno dei medici del re.
- Gran ciambellano di Francia, interpretato da Raphaël Quenard, doppiato da Federico Zanandrea.
- L'abate Louis-Nicolas Maudoux, interpretato da Grégoire Oestermann, doppiato da Stefano Alessandroni. È il confessore del re.
- Béatrix de Choiseul-Stainville, interpretata da Coralie Russier. È la sorella del duca di Choiseul.
- Adélaïde Labille-Guiard, interpretata da Aurélie Vérillon.
- Élisabeth Vigée Le Brun, interpretata da Marie Bokillon, doppiata da Cristina Boraschi.
  - Élisabeth da adolescente, interpretata da Luna Carpiaux.

## Produzione

### Sviluppo
Nel gennaio 2022 è stato annunciato che Johnny Depp avrebbe interpretato Luigi XV in un nuovo film di Maïwenn incentrato sulla figura di Jeanne du Barry. Nei mesi successivi Pierre Richard, Noémie Lvovsky, Melvil Poupaud, Pascal Greggory ed India Hair si sono uniti al cast.

### Riprese
Le riprese principali si sono svolte a Parigi e Versailles per undici settimane a partire dal 26 luglio 2022.

## Promozione
Il primo trailer del film è stato pubblicato il 6 aprile 2023, seguito da quello italiano il 3 maggio.

## Distribuzione
La pellicola è stata presentata il 16 maggio 2023 come film d'apertura della 76ª edizione del Festival di Cannes. Lo stesso giorno il film è stato distribuito nelle sale francesi. È stato distribuito nelle sale cinematografiche italiane il 30 agosto 2023 da Notorious Pictures.

## Accoglienza
Nel suo week end di esordio in Francia ha incassato 2479680 €, mentre in Italia ha esordito con 409586 €. La pellicola ha ottenuto un incasso mondiale di 13564190 $.
Sul sito francese AlloCiné, il film ha ricevuto una valutazione media di 3.1 su 5 stelle, basata su 34 recensioni. Su Rotten Tomatoes, il 50% di 36 recensioni sono positive, con una valutazione media di 4,9/10. Secondo Metacritic, che ha assegnato un punteggio medio ponderato di 51 su 100 basato su 13 critici, il film ha ottenuto "recensioni miste o medie".

## Riconoscimenti
- 2024 – Premio César[13]
  - Candidatura per la migliore scenografia ad Angelo Zamparutti
  - Candidatura per i migliori costumi a Jürgen Doering